# 书院路街道 (湘潭市)
书院路街道，是中华人民共和国湖南省湘潭市岳塘区下辖的一个乡镇级行政单位。

## 行政区划
书院路街道下辖以下地区：
斑竹塘社区、牡丹社区、天鹤社区、晓塘社区、飞机坪社区、新塘社区、书院路社区和向家塘社区。